# Savas-Mépin
Savas-Mépin település Franciaországban, Isère megyében. Lakosainak száma 879 fő (2022. január 1.). Savas-Mépin Beauvoir-de-Marc, Eyzin-Pinet, Meyssiez, Moidieu-Détourbe, Royas, Saint-Georges-d’Espéranche és Villeneuve-de-Marc községekkel határos.

## Népesség
A település népessége az elmúlt években az alábbi módon változott:
| Lakosok száma | 309  | 540  | 576  | 782  | 828  | 869  | 895  | 898  | 892  | 879  |
|               | 1968 | 1982 | 1990 | 2006 | 2013 | 2015 | 2017 | 2019 | 2020 | 2022 |